# Glasgow, West Virginia
Glasgow är en stad i Kanawha County i delstaten West Virginia, USA. Invånarna uppgick år 2000 till 783 i antalet. Den har enligt United States Census Bureau en area på totalt 1,1 km², allt är land. Orten blev stad den 20 juni 1920.